# Марковы
Марковы (Морковы) — русские графский и дворянские роды.
В гербовник внесены три фамилии этого имени:
1. Марковы, потомства Сергея Александровича Маркова бывшего новгородским посланником в Москву (1477). К этой ветви принадлежат графы Марковы (Герб. Часть I. № 60).
2. Юрий Дмитриевич Беспалько , потомка выехавшего из Литвы Антифиля, пожалованных поместьем за московское осадное сидение (1607-1610). Потомки расселились по центральной России, большая часть проживает в деревнях Владимирской и Ивановской областей (Герб. Часть VII. № 47).
3. Потомство Никона Маркова, владевшего поместьем (1645). Роды Марковых внесены в VI часть родословных книг Курской, Тульской, Смоленской и Московской губерний (Герб. Часть X. № 55)[1].
4. Потомство подполковника Михаила Григорьевича Маркова жившего в конце XVIII века, предводителя дворянства Камышинского и Царицынского уездов Саратовской губернии (1834-1837) (см. ниже в «Ссылках»). Род внесён в часть III  родословной книги Саратовской губернии (1822-1825). Сыновья М. Г. Маркова: Николай, Пётр, Александр внесены в часть III родословной книги (1834-1837), с перенесением во II-ю часть.
5. Потомство Марка Росса (Толмача), посла Ивана III у Узун-Гасана[2][3]. Его внук Кильдеяр Иванович[4], боярский сын, записанный в «тысячной книге» (1550). Род внесён в VI часть родословных книг Курской, Тульской, Смоленской губерний.

Много родов Марковых позднейшего происхождения.

## Графы Марковы
Аркадий Иванович Марков (1747-1827), вместе с братьями Николаем и Ираклием, Императором Германским Францем II, возведен в графское достоинство Римской Империи (13 июня 1796). Не имея детей, он Высочайшем указом  Императора Александра I (29 апреля 1801) дозволил своей воспитаннице, Варваре Аркадьевне, наследовать его имя, графский титул и имение.

## Известные представители
- Марковы — упоминаются в писцовых книгах Воткинской пятины (1499).
- Марков Карп — опричник Ивана грозного (1573)[6].
- Марков Родион Матвеевич — стольник патриарха Филарета (1629).
- Марковы: Семён Александрович, Иван Никитич и Василий Матвеевич — московские дворяне (1627—1640).
- Марков Алексей — дьяк (1658) (ум. 1660).
- Марков Тимофей — дьяк (1658).
- Марковы; Иван Васильевич, Василий Никифорович — стряпчие (1677—1692).
- Марковы: Тимофей Семёнович и Иван Артемьевич — московские дворяне (1692—1695).
- Марковы: Иван Андреевич, Данило Павлович, Дмитрий Григорьевич — стольники (1692)[7].
- Марков — есаул Войска Донского, убит в сражении при Люцене (20 апреля 1813), его имя занесено на стену храма Христа Спасителя в г. Москва.
- Марков — прапорщик 2-го егерского полка, убит в сражении при Краоне (23 февраля 1814), его имя занесено на стену храма Христа Спасителя.
- Марков Пётр Иванович — капитан С-Петербургского гренадёрского полка, убит при взятии Парижа (18 марта 1814), его имя занесено на стену Храма Христа Спасителя[1].
- Марков Евгений Иванович (1769 — 20 сентября 1828) — российский генерал-лейтенант.
- Марков Александр Иванович (1781—1844), российский командир эпохи наполеоновских войн, генерал-майор.
- Марков, Василий Иванович (1749—1809) — подполковник (1791 год), действительный статский советник (1806 год). Экипажмейстер Павла I, затем шталмейстер Придворной конюшенной конторы.
- Марков Сергей Владимирович (1828—1907) — русский государственный деятель, член Государственного совета Российской империи.
- Марков Евгений Львович (26 сентября [8 октября] 1835, село Крутое, Курская губерния — 17 [30] марта 1903, Воронеж) — русский писатель-путешественник, литературный критик, этнограф, выдающийся Крымовед. Директор училищ Таврической губернии.
- Василий Евгеньевич Марков (7 октября 1864, Российская империя — 1 марта 1935, Франция, Париж) — русский военачальник, генерал-лейтенант. Участник Великой, Гражданской войн и Белого движения. Георгиевский кавалер.
- Марков Николай Евгеньевич (2 апреля 1866, Симферополь — 22 апреля 1945 (по другим данным 24 апреля 1945), Висбаден) — русский политик правых взглядов и публицист, потомственный дворянин, коллежский советник, инженер-архитектор. Один из учредителей Курской народной партии порядка, которая впоследствии вошла в Союз русского народа. В 1905—1917 издавал газету «Русское знамя»; с осени 1915 года — также «Земщину». Депутат III и IV Государственной думы от Курской губернии. Монархист, один из лидеров черносотенцев. С 1910 года председатель главного совета «Союза Русского Народа».
- Марков, Сергей Леонидович (7 (19) июля 1878 года, Санкт-Петербургская губерния, Российская империя — 12 (25) июня 1918 года, район села Шаблиевки, Кубанская область, территория под контролем Добровольческой армии) — русский военачальник, политический деятель, военный учёный и преподаватель.
- Павел Александрович Марков Русский советский театральный критик, режиссёр, историк и теоретик театра, педагог. Заслуженный деятель искусств РСФСР (1944). Доктор искусствоведения (1960)
- Сергей Дмитриевич Марков (19 ноября 1862 — ?) — российский военачальник, генерал, участник русско-японской войны 1904—1905 гг. и первой мировой войны.
- Владимир Иванович Марков (26 июля 1859, Фридрихсгам, Великое княжество Финляндское — август 1919, Петроград) — русский военачальник, генерал-лейтенант Русской императорской армии, министр, государственный секретарь по делам Великого княжества Финляндского.

## Описание гербов

#### Герб. Часть I. № 60 (графский).
Герб графов Марковых: щит разделён горизонтально на два неровных поля. В верхнем, меньшем золотом поле, в двух местах по два голубых страусовых пера, крестообразно положенных. Нижняя, большая часть герба, разделена перпендикулярно на два поля. В правом чёрном поле, золотой столб. На нём золотой ватерпаст и вокруг столба обвился, головою вверх, золотой дельфин. В левом, красном поле, от правого верхнего угла к нижнему левому, золотая полоса с голубыми каймами. На этой полосе два голубых полумесяца, рогами вверх и между ними голубой крест с вогнутыми краями, а сквозь полосу продета остриём к левому верхнему углу, серебряная сабля. Посредине герба родовой дворянский герб Марковых. На всем гербе три дворянских шлема и на каждом шлеме  покров красный, подложенный серебром. Правый шлем серебряный, на нём золотой столб, на столбе ватерпаст, а вокруг столба обвился головою вниз, золотой дельфин. Средний шлем золотой, на нём графская корона, а на ней двуглавый орёл Империи Римской, имеющий на груди герб Эрцгерцогства Австрийского: красный щиток с серебряною горизонтальною полосою. Левый шлем чёрный, воронёный, с дворянскою короною, на коей поставлена, остриём вверх, золотая сабля, обвитая дубовою ветвью. Намёт красный, подложен серебром. Щит держат два Сармата в чёрной одежде, с белыми рукавами, в золотоцветных шапках, кушаках и сапогах. Правый Сармат стоит и в правой руке держит золотую саблю, обвитую дубовою ветвью. Левый Сармат сидит. опираясь левою рукою в серебряный брусок, на кушаке у него висит серебряная сабля с золотою рукоятью. Девиз: "stabo guocumgue ferrar".

#### Герб дворян Марковых
Герб дворян Марковых (в гербовник не внесён): в щите имеющим красное поле серебряный крест и под ним серебряный полумесяц, рогами вверх (польский герб Шелига). На щите дворянский шлем и на него наброшен голубой покров, подложенный серебром и на покрове дворянская корона.

#### Герб. Часть X. № 55.
Герб потомства Никона Маркова: щит разделён на четыре части, из коих в первой и четвёртой в голубом поле изображена от правого верхнего угла к левому нижнему серебряная река (польский герб Дружина). Во второй части, в золотом поле, из облака выходящая рука, облечённая в латы и держащая поднятый вверх меч (польский герб Малая Погоня). В третьей части, в красном поле, три стрелы вверх обращённые.
Щит увенчан дворянским шлемом и короной с тремя страусовыми перьями. Намёт на щите голубой и золотой, подложен золотом и красным.

#### Герб. Часть VII. № 47.
Герб рода Марковых: щит разделён на четыре части, из которых в первой части. в красном поле, изображён до половины вылетающий белый одноглавый орёл с распростёртыми крыльями, а под ним, в голубом поле, золотой крест, означенный над серебряной подковой, шипами вниз обращенный (польский герб Побог). Во второй части, в золотом поле, видна выходящая из облака в латы облачённая рука с саблей. В третьей части, в серебряном поле, находится башня красного цвета с пятью зубцами. В четвертой части, в голубом поле, видны три серебряные стрелы, летящие вниз сквозь золотую полосу. Щит увенчан дворянским шлемом и короной с тремя страусовыми перьями. Намёт на щите голубой, подложенный серебром. Щитодержатели - два льва.

#### Герб. Часть XX. № 20.
Герб Марковых внесённых в шестую часть дворянской родословной книги Курской губернии: щит поделён на четыре части. В первой голубой части, золотой лев, обращённый влево, держащий в правой лапе золотой длинный крест. Во второй части, золотая подкова шипами вверх, над ней золотая шестиконечная звезда (изм. польский герб Месяц-Затаеный). В третьей серебряной части, красная полуразрушенная слева крепостная стена с открытыми воротами. В четвёртой, голубой части, всадник на серебряном коне с красным седлом в серебряных доспехах и с поднятым мечом, обращённый вправо. Над щитом дворянский коронованный шлем. Нашлемник - три серебряных страусовых пера. Намёт голубой с серебром. Щитодержатели: два воина в доспехах с красными перевязями справа и с копьями в руках.

#### Герб. Часть XIV. № 135.
Герб подполковника Петра Маркова: в голубом щите шесть дугообразно-расположенных золотых пчёл. Под ними серебряный улей. Над щитом дворянский коронованный шлем. Нашлемник - встающий вправо золотой лев, держащий в правой лапе серебряный меч. Намет: справа - голубой с золотом, слева - голубой с серебром. Девиз "ВЕРОЮ И ПРАВДОЮ" золотыми буквами на голубой ленте.